# حكومة صبري العسلي الثالثة
الحكومة السورية التي تشكلت في 14 يونيو 1956، هي الحكومة السادسة والخمسين في تاريخ سوريا الحديث، والحادية والأربعين في عهد الجمهورية السورية الأولى، والثانية في ولاية شكري القوتلي الثانية، والثالثة برئاسة صبري العسلي. وصفت بالحكومة البعثية، إذ اتفق القوتلي مع البعث على شخصية رئيسها، ونال البعث حقيبتين هامتين فيها هما الخارجية والاقتصاد الوطني. حظر الحزب السوري القومي الاجتماعي في عهدها، وأحبطت «خطة مدعومة أمريكيًا» لانقلاب عسكري. وأعلنت حال الطوارئ في البلاد بعد اندلاع حرب السويس. استقالت في 31 ديسمبر بغية إخراج الوزراء المحسوبين على حزب الشعب وتشكيل حكومة أكثر تحزبًا.

## تشكيلة الحكومة
| الوزير                | الوزارة                    |
| --------------------- | -------------------------- |
| صبري العسلي           | رئيس الوزراء، وزير المالية |
| أحمد قنبر             | وزير الداخلية              |
| صلاح الدين البيطار    | وزير الخارجية              |
| عبد الحسيب أرسلان     | وزيرالدفاع الوطني          |
| مجد الدين الجابري     | وزير الأشغال العامة        |
| عبد الباقي نظام الدين | وزير الصحة العامة          |
| رشاد الجابري          | وزير الزراعة               |
| مصطفى الزرقا          | وزير العدل                 |
| خليل كلاس             | وزير الاقتصاد الوطني       |
| عبد الوهاب حوامد      | وزير التعليم               |
| محمد العايش           | وزير دولة                  |